# TEE LH 1005/6
Le Lufthansa Airport Express est un train qualifié de "vrai-faux" TEE qui reliait Frankfurt Flughafen à Dusseldorf, de 1982 à 1993. Exploité par la Deutsche Bundesbahn, le TEE Lufthansa Airport Express était un Trans-Europ-Express (donc uniquement en première classe) jusqu'à la fin du service d'été le 22 mai 1993 puisqu'il cessait définitivement de circuler.
Le nom de ce TEE fait référence à la Lufthansa, principale compagnie aérienne allemande fondée dès 1926 avec le mot anglais Airport signifiant Aéroport.

## Parcours et arrêts
- 28 mars 1982 Frankfurt Flughafen, Bonn, Köln Hbf, Köln Deutz, Düssedorf (254 km)[1].
- 22 mai 1993 Dernier jour de circulation de ce TEE[1].

## Numérotation
- 28 mars 1982 TEE 65-66 (LH 1005-1006)[1].
- 1er juin 1986 TEE 1005-1006 (LH 1005-1006)[1].

## Matériel et compositions
- 28 mars 1982 Rame ET 403 de la DB à 4 caisses (forcément possible avec une 5ème caisse), roulement quotidien avec deux rames[1].